# Aeroporto de Cavalcante
O Aeroporto de Cavalcante (ICAO: SWCW) está localizado no município de Cavalcante, no estado de Goiás.
Suas coordenadas são as seguintes: 13°45'58.00"S de latitude e 47°25'43.00"W de longitude. Possui uma pista de 1000m de terra.